# Magister
Magister (iz latinskega magister, učitelj) je znanstveni akademski naslov, ki ga podeljuje univerza. Ženska oblika je magistrica.
Za pridobitev naziva je treba opraviti podiplomski študij, ki na slovenskih univerzah traja dve leti (štiri semestre). Študij je sestavljen iz izpitov, individualnega raziskovalnega dela in uspešnega zagovora magistrskega dela pred komisijo. »Mag.« pred imenom je znanstveni naziv. Magister znanosti lahko nadaljuje študij na najvišji, doktorski stopnji. 
Od uvedbe bolonjske reforme v Sloveniji  prejmejo strokovni naziv »magister« diplomanti visokošolskih programov II. bolonjske stopnje (po petih letih študija in opravljenem magistrskem delu). Naziv se piše za priimkom in je del strokovnega naziva: »Sonja Novak, mag. soc.« Pogoj za vpis na magistrski študij je diploma I. bolonjske stopnje. Diplomant II. bolonjske stopnje (magister) lahko nadaljuje študij na III. bolonjski stopnji (doktorski študij). 
Magister (magistra) farmacije je tudi naziv diplomanta (diplomantke) univerzitetnega študija farmacije.